# جرمی پتریس
جرمی پتریس (انگلیسی: Jeremy Petris؛ زادهٔ ۲۸ ژانویهٔ ۱۹۹۸) بازیکن فوتبال است.